# Södermanlands runinskrifter 342
Södermanlands runinskrifter 342 är ett försvunnet vikingatida runstensfragment som funnits i Ströpsta, Turinge socken och Nykvarns kommun.

## Inskriften
Translitterering av runraden:
[...rki(ʀ) raistu : s-... ...]
Normalisering till runsvenska:
[Þo]rgæiʀʀ ræistu s[tæin] ...
Översättning till nusvenska:
... Torger reste stenen ...